# Centre républicain d'action paysanne et de défense des classes moyennes
Le Centre républicain d'action paysanne et de défense des classes moyennes (CRAP) est un groupement électoral créé en novembre 1955 en vue des élections législatives de 1956.

## Organisation
Le "Centre républicain d'action paysanne et de défense des classes moyennes" n'est pas réellement un parti, mais uniquement un groupement électoral. Il n'a pas de militants, de structure (à part celles obligatoire pour les associations loi de 1901) propre. 

## Histoire
Comme son pendant du centre gauche "Parti républicain pour le redressement économique et social", il est un groupement purement électoral, qui a but de réunir des individus plutôt de centre-droit ou de droite, mais qui veulent soutenir le Front Républicain mais qui ne vont pas voter pour le Parti radical-socialiste ou la SFIO. 
Il fut créé par l'UDSR et sera utilisé comme organisation sœur par François Mitterrand. 

## Idéologie
Le groupement n'a pas d'idéologie réellement mise en avant, son but étant d'attirer l’électorat de droite, il utilise un nom qui segmente ce secteur et qui fait penser au Parti paysan d'union sociale ou au Centre national des indépendants et paysans. Le rajout de classes moyennes permet d'inclure également des urbains. 

## Résultats
La loi électorale obligeait les groupements à se présenter dans au moins trente circonscriptions pour être reconnu comme "groupement national" et pouvoir conclure des apparentements. 
Le groupement est une succursale de l'UDSR, la plupart des candidats sont soit sur la même liste, soit apparentés à ce dernier parti. 
La plupart des listes déposées le furent dans l'unique but de respecter la loi. Une dizaine seulement obtient des suffrages (la plupart en union avec l'UDSR), les autres n'étant que des candidatures déposées à la préfecture, sans campagne électorale ni dépôt de bulletins le jour du vote.